# Calendario gotico
Il Calendario Gotico, contenuto nel "Codice Ambrosiano S 36 sup.", è un calendario liturgico giunto a noi solo in parte (dal 23 ottobre al 30 novembre). 
Nella sezione sinistra del foglio sono indicati i giorni; in sette occorrenze sono abbinati brevi testi su santi o martiri.
Famosa è l'annotazione del 29 ottobre, in cui pare concentrarsi tutta la storia letteraria dei Goti: "Kþ gaminþi marwtre þize bi Werekan papan jah Batwin bilaif aikklesjons fullaizons ana Gutthiudai gabrannidai" ("Si conserva il ricordo di quei martiri presso il presbitero Wereka e Batwins. [Furono] bruciati in una chiesa gremita nella terra dei Goti").